# Hu Jianguan
Hu Jianguan (kinesiska: 胡建关), född den 11 maj 1993 i Wannian, är en kinesisk boxare.
Han tog OS-brons i flugvikt i samband med de olympiska boxningstävlingarna 2016 i Rio de Janeiro..